# Kósa-Reznek Jenő
Kósa-Reznek Jenő (született Reznek Jenő) (Kézdivásárhely, 1898. február 12. – Budapest, 1965. október 10.)  nyugalmazott tüzérezredes, lovaglótanár, mesteredző, szakíró. A modern lovassport egyik úttörője, a 20. századi lovas szakirodalom legtermékenyebb szerzője. A Kósa nevet 1941-ben vette fel.

## Családja
Édesapja a középajtai Kósa családból származó Reznek Károly m. kir. adóhivatali ellenőr, édesanyja Keindl Anna, Keindl Ferenc vasúti főmérnök leánya. Apai nagyszülei Reznek Áron, udvarhelyi főiskolát végzett jogász és zoltáni Zoltány Julianna, Zoltány Benedeknek, Komolló katonai elöljárójának lánya.
Reznek Károly hivatali pályája miatt a család többször volt kénytelen költözni, de komollói birtokukon éltek inkább otthonszerűen. Gyermekeik: Irén, ifj. Károly, Aranka, Jenő, Jolán.
Ifj. Reznek Károly (Kézdivásárhely, 1894. – Budapest, 1918. szeptember 7.) a Székely Mikó Kollégiumban érettségizett, majd a Ludovika növendékeként tüzér főhadnagyi rendfokozatban került a 2. honvéd tábori ágyúsezred állományába. 1916. augusztus 28-án a Sepsiszentgyörgyön állomásozó 5/2 sz. honvédüteg parancsnokaként Csutak Vilmos múzeumigazgatóval együtt segédkezett a román hadsereg betörésének hírére megkezdett értékmentésben. Egykori diákjaként a Székely Mikó Kollégium zászlóit menekítette szüleinek komolló otthonába. Ifj. Reznek Károly a harctéren szerzett sebesülései következtében az Alkotás utca 25. alatt működő cs. kir. 17. számú katonakórházban hunyt el huszonnégy évesen. Az első világháború hősi halottja.

## Élete

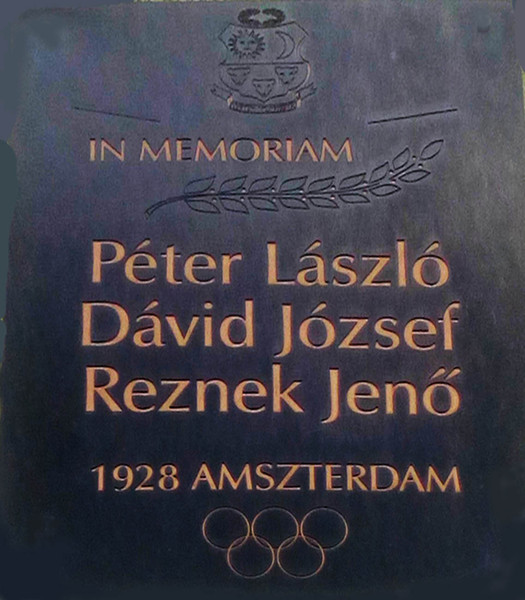
Kósa-Reznek Jenő a Székely Mikó Kollégium olimpikonjainak emléktábláján.

Reznek Jenő 1898. február 12-én született Kézdivásárhelyen. A szülei komollói házánál nevelkedett, majd fivére, ifj. Reznek Károly nyomdokain a sepsiszentgyörgyi Székely Mikó Kollégiumba iratkozott. Iskolai tanulmányai során kiemelkedő volt görög irodalomból, mennyiségtanból gyorsírásból és testnevelésből, de játszott az iskolai zenekarban is. Az atlétikában mutatott tehetségét és szorgalmát elismeréssel és ajándékkal jutalmazták. Később egykori iskolatárásaival, Péter Lászlóval és Dávid Józseffel egyidőben tagja volt az 1928-as amszterdami olimpiai csapatnak, de a versenyen nem indult. Olimpiai részvételükkel dicsőséget szereztek a Székely Mikó Kollégiumnak, amiért az intézmény emléktáblát állított nekik.
A Székely Mikó Kollégiumban 1917-ben tett érettségi vizsgáját követően azonnal katonai szolgálatra hívták be Aradra.
Katonai pályafutása szorosan kapcsolódott a lovagláshoz. 1920-ban és 1921-ben két equitációt végzett el Kecskeméten.
Rövid csapatszolgálatot követően a Magyar Királyi Lovaglótanár-képző és Hajtóiskola olimpiai osztályába vezényelték.
A Ludovika Akadémia tüzér szakán végzett, majd a Jog- és Államtudományi karon doktorált 1927-ben.
A törzstiszti iskolára 1936-ban vezényelték.
Az észak-erdélyi bevonulás idején az örkénytábori olimpiai lovas ugrató csoport vezetője volt őrnagyi rendfokozatban. E téren kifejtett munkásságáért a Magyar Érdemrend Lovagkeresztjét adományozták részére.
1941. május. 1-jén alezredessé léptették elő. 1941. november 15-én a marosvásárhelyi 27. tábori tüzérosztályoz került, ahol osztályparancsnok-helyettesi beosztásban tevékenykedett.
1942. augusztus 30-tól a nagykőrösi lovas tüzérosztály, majd 1942. október 1-jétől a hajmáskéri 1. tábori tüzérosztály parancsnoka volt.
1943. május 1-jén ezredessé léptették elő.
1944. május 15-én az 1. huszár osztály tüzérparancsnokaként hadműveleti területre vonult. A lengyelországi fronton könnyebben megsebesült, amikor a hadosztálytörzset szállító autójuk aknára ment. A harctéren tanusított vitéz magatartásáért 1944-ben a Magyar Érdemrend Tisztikeresztje hadiszalagon a kardokkal kitüntetésben részesült.
1945. május 7-én hadifogságba esett, majd szeptember 14-én a Petőfi Sándor laktanyába internálták. Szeptember 17-én újra szolgálatra jelentkezett, előbb rendelkezési állományba helyezték, majd 1946-ban ezredesi rendfokozatban elbocsátották a hadseregtől.
1949-ben sikertelenül próbált meg illegálisan külföldre menekülni, s így börtönbe került. A büntetés letöltése után az 1950-es évek elején rövid ideig a nagytétényi sertéshízlaldában dolgozott. 
1952-től sikerült bekapcsolódnia a polgári lovasklubok munkájába; ezt követően haláláig tudta kamatoztatni rendkívül magas színvonalú képzettségét, s edzői tevékenysége mellett gyakran publikált lovaglás-elméleti cikkeket is.

## Munkássága

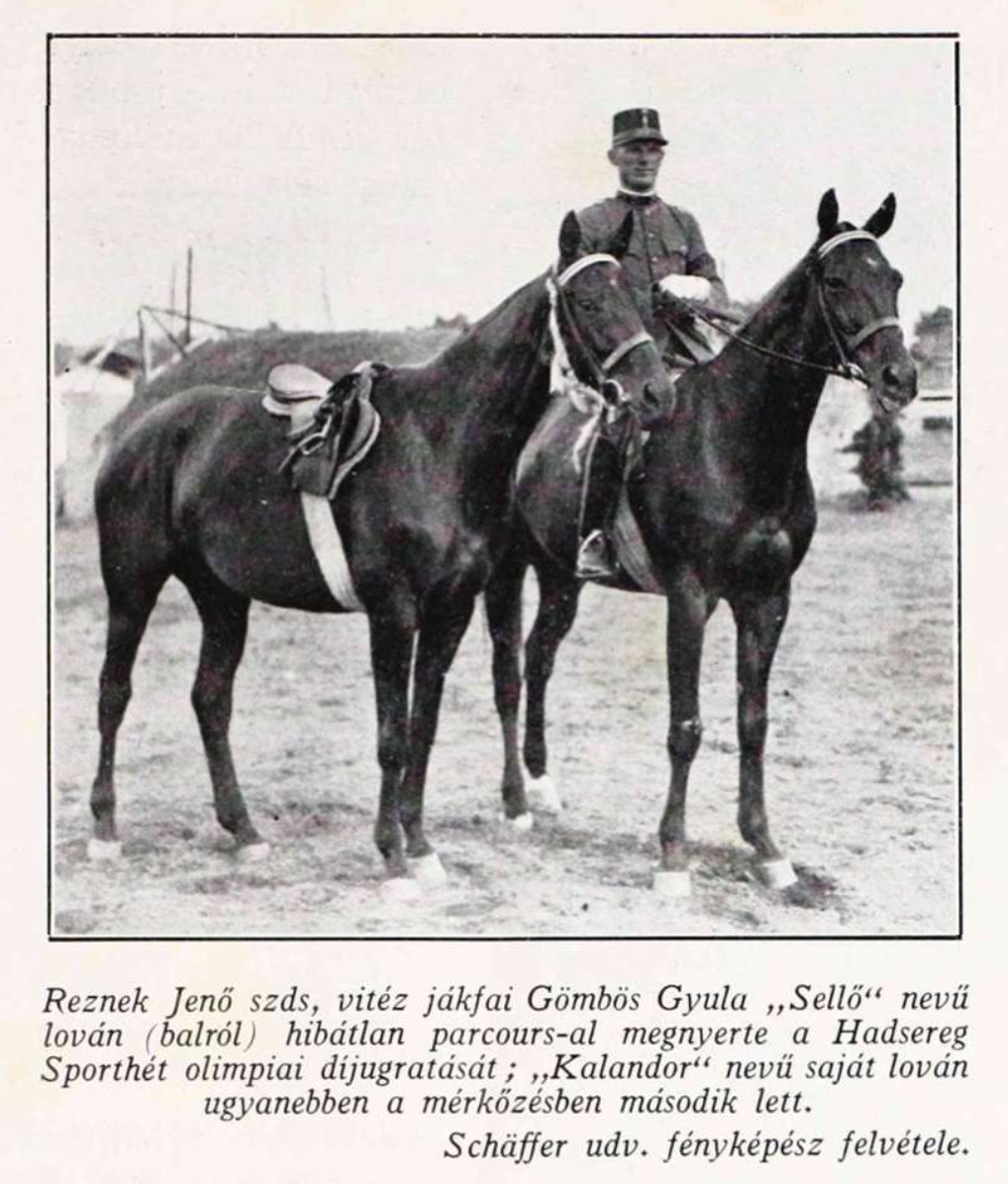
Kósa-Reznek Jenő 1934-ben a Hadsereg Sporthét olimpiai díjugratásának kétszeres győzteseként.

Kósa-Reznek Jenő szakértelméről és hivatástudatáról kortársai is elismeréssel vélekedtek. Ernst József így jellemzi:
,,Spártai egyszerűségben, magánosan élő, érdes modorú, a társaságot kerülő, ritkán mosolygó, zárkózott, csak a lovaglással foglalkozó ember volt dr.Kósa-Reznek Jenő. A jó lovaglási feltételek megteremtéséért harcoló vezető volt, de a lovasokat is keményen bírálta, s ezért sokan szálltak vitába vele. Válaszaiban élesen és harapósan vágott vissza, egyedülálló szakmai ismereteit azonban senki se kérdőjelezte meg. Nagy felkészültségű, még az elzártság, az elszigeteltség éveiben is jól tájékozott, s mint mondta magáról, »Isten-adta tehetséggel« megáldott gyakorlati lovas és nemzetközileg elismert lovaglótanár volt."
Katonai pályafutása szorosan kapcsolódott a lovagláshoz. 1920-ban és 1921-ben két equitációt végzett el Kecskeméten. Kiváló eredményei révén 1924 őszétől a Magyar Királyi Lovaglótanár-képző és Hajtóiskola Pótló Idomító Keretébe (PIK) válogatják, ahol 1927-ben fejezte be a hároméves iskolát.
Első lovasmérkőzésére 1924-ben készült fel, amikor Bankár nevű lovával gyalogmenetben ment fel Szegedről Budapestre. 1935-ig rendszeres résztvevője volt a belföldi és nemzetközi lovasmérkőzéseknek.
Rövid csapatszolgálatot követően a Magyar Királyi Lovaglótanár-képző és Hajtóiskola olimpiai osztályába vezényelték, az Amsterdamba kiküldött csapat tagja volt, de végül nem indult Bushy Leigfoot nevű lovával.
1928 őszétől egy évig a kecskeméti tüzértiszti tanfolyam lovaglótanára.
1929 őszén három tiszttársával együtt az olaszországi pineroloi és Tor-di-Quinto-i lovaglótanárképző tanfolyamokra küldték ki.
A tanfolyamokról való hazatérést követően Kósa-Reznek Jenő Örkénytáborban lett lovaglótanár, 1937-től pedig ugyanitt a Honvéd Olimpiai Ugróosztály és a nemzetközi versenyekre kiküldött magyar csapat vezetője volt 1940-ig.
A honvédségtől való elbocsátása után alkalmanként a Jóvátételi Bizottságnál, majd a Lóértékesítő Nemzeti Vállalatnál működött közre lovas szakemberként.
1952-ben részt vett az Országos Társadalmi Lovas Szövetség megalapításában, majd az edzői tanács munkájában.
1953 és 1958 között a válogatott keret istállójának vezetője, egyszersmind az ugrócsapat, így az 1956-os olimpiai ugrócsapat edzője volt.
Keméry Pál halálát követően 1958-tól a díjlovasok edzője is lett.

## Művei
Kósa-Reznek Jenő a magyar nyelvű lovassport irodalmának legtermékenyebb szerzője volt. Első írásai Olaszországba történt vezénylésekor jelentek meg a Szent György című lapban. Ezt követően rendszeresen írt a lovaglásról, majd az 1936-os olimpia után az ugrócsapat vezetőjeként elemző cikkekben számolt be a magyar lovasok külföldi szerepléséről. A háború után cikkei a Pegazusban és a Lovassportban jelentek meg. Ezekben egyaránt megnyilvánul személyisége és a lovassport iránti elköteleződése is. Az Országos Társadalmi Lovas Szövetség szakírói munkaközösségének egyik társszerzője, így a lent felsorolt művein túl művei között kell számon tartanunk az Útmutató a lovasbajnokságok felkészüléséhez (1951), a Lovas ugró-sport (1952), a Lovaglás és hajtás (1954), valamint a Máchánszky Gyulával a Magyar Testnevelési Főiskola számára közösen készített Lovaglás (1962) c. műveket.

### Művei:
- A hátralépés. In. Tóth Béla (szerk.): Gondolatok a lovaglásról, 2001, Budapest (Máchánszky Gyulával közösen)
- A lovas és a ló együttesének technikai elemei (részletek a Lovaglás c. főiskolai jegyzetből). In. Tóth Béla (szerk.): Gondolatok a lovaglásról, 2001, Budapest (Máchánszky Gyulával közösen)
- A ló egyenesre igazítása. In. Tóth Béla (szerk.): Gondolatok a lovaglásról, 2001, Budapest (Máchánszky Gyulával közösen)
- A ló fordulása a közepe körül (hátraarc). In. Tóth Béla (szerk.): Gondolatok a lovaglásról, 2001, Budapest (Máchánszky Gyulával közösen)
- A ló fordulása az eleje körül. In. Tóth Béla (szerk.): Gondolatok a lovaglásról, 2001, Budapest (Máchánszky Gyulával közösen)
- Általános irányelvek az ugrólovak foglalkoztatására. In. Tóth Béla (szerk.): Gondolatok a lovaglásról, 2001, Budapest
- A megállítás (egész parade). In. Tóth Béla (szerk.): Gondolatok a lovaglásról, 2001, Budapest (Máchánszky Gyulával közösen)
- Az olasz ülés. Szent-György, 1931. (7.) 7., 153–155.[13]
- Az ugró ülésről. In. Tóth Béla (szerk.): Gondolatok a lovaglásról, 2001, Budapest
- Beugratás rövidvágtába. In. Tóth Béla (szerk.): Gondolatok a lovaglásról, 2001, Budapest (Máchánszky Gyulával közösen)
- Edzéstervek alkalmazása a lovassportban. In. Tóth Béla (szerk.): Gondolatok a lovaglásról, 2001, Budapest
- Félfelvétel (félparade). In. Tóth Béla (szerk.): Gondolatok a lovaglásról, 2001, Budapest (Máchánszky Gyulával közösen)
- Fordulatok, körívek, kígyóvonalak. In. Tóth Béla (szerk.): Gondolatok a lovaglásról, 2001, Budapest (Máchánszky Gyulával közösen)
- Futószárazás általában. In. Tóth Béla (szerk.): Gondolatok a lovaglásról, 2001, Budapest (Máchánszky Gyulával közösen)
- Hajlítás és állítás. In. Tóth Béla (szerk.): Gondolatok a lovaglásról, 2001, Budapest (Máchánszky Gyulával közösen)
- Hozzászólás az 1957. évi elnöki beszámolóhoz. In. Tóth Béla (szerk.): Gondolatok a lovaglásról, 2001, Budapest
- Lovaglás két patanyomon (oldaljárások). In. Tóth Béla (szerk.): Gondolatok a lovaglásról, 2001, Budapest (Máchánszky Gyulával közösen)
- Megindulás lépésbe, ügetésbe és vágtába. In. Tóth Béla (szerk.): Gondolatok a lovaglásról, 2001, Budapest (Máchánszky Gyulával közösen)
- Megjegyzések a díjlovaglások elbírálásához. In. Tóth Béla (szerk.): Gondolatok a lovaglásról, 2001, Budapest
- Olaszok a mai ugrósportban, Szent-György, 1938. (14.) 21–22., 276–280.[14]
- Összeszedettség, összeszedés. In. Tóth Béla (szerk.): Gondolatok a lovaglásról, 2001, Budapest (Máchánszky Gyulával közösen)
- Pár szó a rövidített rövidvágtáról. In. Tóth Béla (szerk.): Gondolatok a lovaglásról, 2001, Budapest
- Pinerolo-i levelek I. Szent-György, 376–377.
- Pinerolo-i levelek II. Szent-György, 600–601.
- Pinerolo-i levelek III. Szent-György, 627–628.
- Pinerolo-i levelek IV. Szent-György, 8–9.
- Pinerolo-i levelek V. Szent-György, 35–36.
- Pinerolo-i levelek VI. Szent-György, 59–61.
- Pinerolo-i levelek VII. Szent-György, 85–86.
- Pinerolo-i levelek VIII. Szent-György, 109–110.
- Pinerolo-i levelek IX. Szent-György, 137–139.
- Pinerolo-i levelek X. Szent-György, 163–164.
- Pinerolo-i levelek XI. Szent-György, 180–182.
- Pinerolo-i levelek XIII. Szent-György, 233–234.
- Pinerolo-i levelek XIV. Szent-György, 257–259.
- Pinerolo-i levelek XV. Szent-György, 284–286.
- Pinerolo-i levelek XVI. Szent-György, 309–311.
- Pinerolo-i levelek XVII. Szent-György, 334–335.
- Pinerolo-i levelek XVIII. Szent-György, 358–360.
- Pinerolo-i levelek XIX. Szent-György, 378–380.
- Pinerolo-i levelek XX. Szent-György, 404–406.
- Pinerolo-i levelek XXI. Szent-György, 423–424.
- Részletek és gondolatok lovas írásokból. In. Tóth Béla (szerk.): Gondolatok a lovaglásról, 2001, Budapest
- Rövid hátraarc. In. Tóth Béla (szerk.): Gondolatok a lovaglásról, 2001, Budapest (Máchánszky Gyulával közösen)
- Szárraállítás, száronlét. In. Tóth Béla (szerk.): Gondolatok a lovaglásról, 2001, Budapest (Máchánszky Gyulával közösen)
- Tor di Quinto-i levelek I. Szent-György, 524–525.
- Tor di Quinto-i levelek II. Szent-György, 548–550.
- Tor di Quinto-i levelek III. Szent-György, 574–577.
- Tor di Quinto-i levelek IV. Szent-György, 10–12.
- Tor di Quinto-i levelek V. Szent-György, 38–40.
- Válasz Somlay Lajos cikkére. In. Tóth Béla (szerk.): Gondolatok a lovaglásról, 2001, Budapest

## Halála

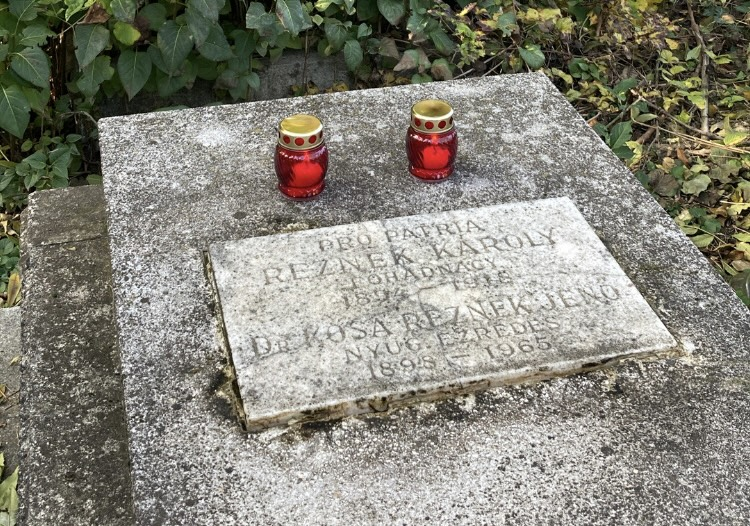
Kósa-Reznek Jenő és Reznek Károly sírja a Farkasréti temetőben.

Kósa-Reznek Jenő utolsó olaszországi útja során lóról esett és súlyos belső sérülésekkel szállították haza a baleseti kórházba.
A szerencsétlen lovasbaleset szenzációja gyorsan terjedt a sajtóbeszámolókban. Ez, valamint a legendás lovasoktató személye egyaránt hozzájárult ahhoz, hogy a közvélemény halálát is ennek a szerencsétlen balesetnek tudja be. Az 1965. október 10-én kelt elhalálozási anyakönyvi bejegyzés viszont egy hosszabban lappangó betegségről, áttétes hasnyálmirigyrákról számol be.
Kósa-Reznek Jenő és fivére, Reznek Károly földi maradványai a Farkasréti temetőben nyugszanak a VK6-os parcella 8. sorának 15. sírhelyén.